# Parc Nacional de Peneda-Gerês
El Parc Nacional de Peneda-Gerês -Parque Nacional da Peneda-Gerês (portuguès)-, conegut també per Gerês és l'únic parc nacional de Portugal (si bé hi ha nombrosos parcs naturals, paisatges i reserves protegits per tot el país). Està situat a la regió Nord al nord-oest de Portugal. S'estén pels municipis de Melgaço, Arcos de Valdevez, Ponte da Barca, Terras de Bouro i Montalegre. Té una àrea de 702,9 km², dels quals 52,75 km² són propietat pública, 194.38 km² propietat privada i els restants 455,77 km² són béns comunals.
El parc es va crear el 8 de maig de 1971 a causa del seu interès científic per tal de protegir el terreny, l'aigua, la flora, la fauna i el paisatge i preservar alhora el seu valor per als recursos naturals i humans existents. Altres objectius del parc són el turisme i l'educació.
Hi havia una població de 9.099 habitants segons el cens de 1991, que suposava un descens del 16% sobre els 10.849 censats el 1981.
El parc comprèn una serralada de muntanyes, Peneda, Amarela i Gerês, que formen una barrera entre les planes de la costa a l'oest i els altiplans a l'est. Les muntanyes més altes són el Nevosa (1.545 m) i l'Altar dos Cabrões (1.538 m), que es troba a la frontera amb Espanya, pel que aquestes muntanyes s'estenen per Espanya a la zona anomenada Xurés.
Una important particularitat del paisatge és la constant presència de l'aigua. Són molt comuns els rierols i les cascades en els pendents de les muntanyes i el parc està travessat per diversos rius: el Cávado, el Lima, l'Homem, el Rabagão, el Castro Laboreiro i l'Arado. Hi ha preses en la majoria d'ells: Alt Rabagão, Paradela, Caniçada, Vilarinho da Furnas, Lindoso.
Els pocs pobles de les terres altes estan situats al costat de terrenys de sembra. Els bancals, utilitzats per aprofitar al màxim els escassos terrenys, junt amb les casetes tradicionals de parets de granit i teulades típiques, modelen un paisatge on es nota la indeleble, però alhora harmoniosa, mà de l'home en alguns dels llogarrets més aïllats, com Pitões das Júnias o Ermida.
Les terres altes tenen una temperatura mitjana d'uns 10 °C, variant entre els 4 i els 14 °C. Les precipitacions són de 2.500 mm/any, amb més de 130 dies de pluja a l'any. La neu hi sol caure a l'hivern. Les valls dels rius Homem i Cávado tenen un clima bastant més suau, amb temperatures entre els 8 i els 20 °C i una mitjana de 14 °C. La precipitació aquí és de 900 mm i uns 100 dies de pluja a l'any.

## Geologia

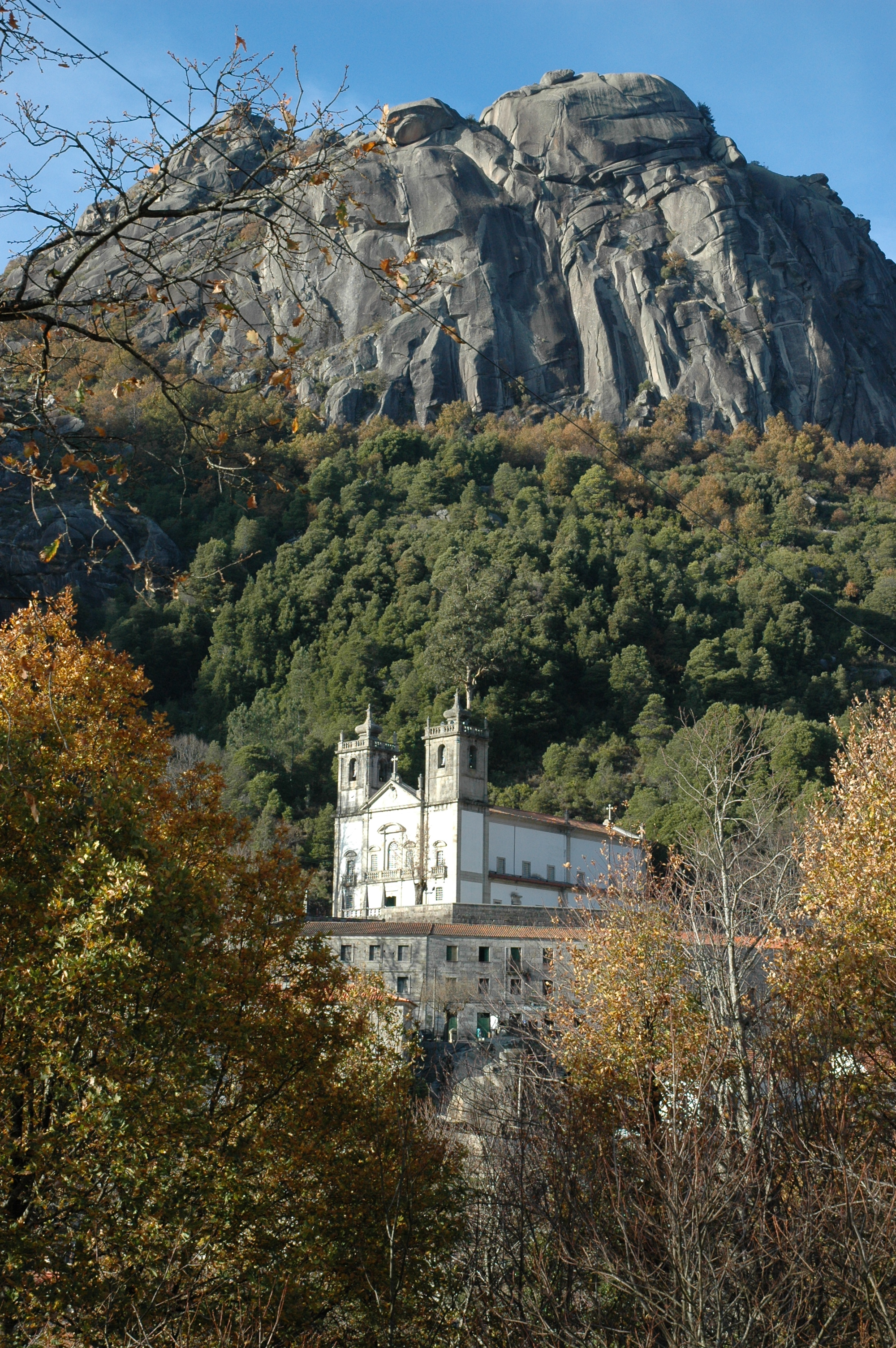
Nossa Senhora de Peneda dins del parc.

Les muntanyes del parc es van formar fa entre 380 i 280 milions d'anys entre el període Permià i el Devonià. Els cims estan coberts de roques granítiques. Les més antigues, les d'Amarela, daten de fa 310 milions d'anys. Hi ha vetes de minerals com l'estany, el tungstè, el molibdè i també or, que van ser explotats, a les mines de Carris i Borrageiro, ja tancades. També hi ha jaciments d'esquist i quars, sobretot al límit nord-oest a Castro Laboreiro.
Algunes valls tenen signes d'haver estat sota la influència de les glaceres a causa de les glaciacions del Plistocè.

## Fauna
La fauna de Gerês no és tan prolífica com la flora, potser a causa de l'efecte negatiu de la presència de l'home. Els ossos van desaparèixer de la zona el segle xvii i la cabra pirinenca, coneguda al lloc com a cabra de Gerês, es va veure per última vegada als anys 1890.
Tanmateix, moltes espècies tenen a Gerês el seu últim santuari, no només de Portugal, sinó de tota la península Ibèrica. El llop ibèric i l'àguila reial, considerats com una amenaça per al bestiar, gairebé van arribar a l'extinció a conseqüència de la cacera. Des de finals del segle XX s'han fet lleis per protegir-los.
Altres espècies salvatges relativament nombroses inclouen a mamífers com el cabirol, el senglar, la llúdria, el gat salvatge, la marta dels pins i la del faig, així com l'esquirol. Entre les aus hi ha la milana, l'aligot comú, el Duc, i el falcó. De rèptils hi ha l'escurçó negre, el colúbrid i el llangardaix. Finalment, entre els amfibis hi ha la salamandra i el discoglossidae.

## Història humana
Potser perquè les muntanyes de Gerês són un lloc bastant inhòspit on la mera supervivència és ja molt dura, els primers senyals de presència humana daten d'entre el 4000 i el 3000 aC. Encara hi ha dolmens i altres tombes megalítiques a prop de Castro Laboreiro i Mourela.
La Geira romana és una calçada romana que travessa el parc. Connectava Astorga amb Braccara Augusta (actualment Braga). Encara es conserven parts extenses al costat de l'Homem i també alguns ponts romans i nombroses fites.
La tribu germànica dels buris van acompanyar als sueus en la seva invasió de la península Ibèrica i el seu assentament a Gallaecia (les regions actuals de Nord, a Portugal, i Galícia, a Espanya). Els buris es van assentar a la zona que queda entre els rius Cávado i Homem, a l'àrea que es coneix com a Terras de Bouro (terra dels buris).
Fins al segle xx era costum que els habitants de les muntanyes passessin l'hivern a dos pobles diferents, sobretot a prop de Castro Laboreiro. Aquesta costum pràcticament s'ha abandonat amb la millora de les noves edificacions i els nous mitjans de transport.
En els últims temps també han augmentat el nombre de ruïnes. El 1970 el poble de Vilarinho das Furnas va quedar negat per la presa que porta el seu nom del riu Homem. Durant els anys en què escasseja la pluja les ruïnes del poble surten de l'aigua atraient milers de turistes.